# Aljoša Volčič
Aljoša Volčič (Lubiana, 4 aprile 1943) è un matematico italiano.

## Biografia
Aljoša Volčič ha vissuto a Trieste dal 1946 al 2002 per poi trasferirsi, per motivi familiari, a Cosenza.
Dopo la laurea conseguita (con lode) presso l’Università di Trieste nel 1966 è stato, sempre presso l’Università di Trieste, per un anno borsista del CNR.
Dal 1967 al 1975 è stato assistente e nel periodo 1970-1975 anche professore incaricato.
Ha preso servizio come professore straordinario di Analisi Matematica l’1.1.1976 presso la Facoltà di Ingegneria dell’Università di Trieste.
Dall’a.a 2002/3 è passato, quale professore ordinario, al raggruppamento di Probabilità e Statistica Matematica presso la Facoltà di Scienze MFN dell’Università della Calabria.
Dal 1983 al 1985 è stato Direttore dell’Istituto di Matematica Applicata presso la Facoltà di Ingegneria dell’Università degli Studi di Trieste ed è stato Direttore del Dipartimento di Scienze Matematiche dell’Università degli Studi di Trieste dal 1985 al 1991 e poi per un anno nel periodo 2001-2002.
È stato per due mandati triennali membro del Consiglio di Amministrazione dell’Università di Trieste.
Ha fatto parte della Commissione di Ateneo per i cinque anni di avvio delle strutture dipartimentali presso l’Università di Trieste.
È stato membro del Consiglio di Amministrazione del Centro di Calcolo dell’Università di Trieste dal 1978 al 1985.
Nell’ottobre del 2002 si è trasferito all’Università della Calabria.
Dal 2003 al 2006 ha svolto la funzione di Vicepreside della Facoltà di Scienze MFN.
Dal 1978 al 1980 ha fatto parte della “Commissione Cassandro”, nominata dall’allora Presidente del Consiglio Andreotti e presieduta dal giudice costituzionale Professor Giovanni Cassandro, che aveva il compito di predisporre una proposta di legge per la tutela della minoranza nazionale slovena in Italia.
Ha fatto parte dei Gruppi Nazionali del CNR e poi dell’INdAM (Istituto Nazionale di Alta Matematica F. Severi) sin dalla fine degli anni sessanta.
È stato membro del Consiglio Scientifico del Gruppo Nazionale di Analisi Funzionale e Applicazioni del CNR dal 1984 al 1987.
È stato membro della Presidenza del Consiglio Nazionale delle Ricerche (CNR), Presidente del Comitato per la Matematica del CNR dal 1997 al 1999, Vicepresidente dello stesso Comitato dal 1994, e membro del Comitato Tecnologico del CNR dal 1994 al 1999.
Ha presieduto la commissione che ha elaborato la proposta di progetto strategico “Matematica per la tecnologia e la società” presentato dal Comitato della Matematica alla Presidenza del CNR nel 1997.
È stato per due volte, nel 1998 e nel 2002,  membro della delegazione italiana all’assemblea dell’IMU (International Mathematical Union) in occasione dei congressi mondiali tenutisi a Berlino e Pechino, rispettivamente.
È stato vicepresidente dell’Istituto Nazionale di Alta Matematica dal 2003 al 2007.
È stato membro della Commissione Scientifica dell’Unione Matematica Italiana (UMI) dal 1987 al 2015, per tredici mandati.
Nel febbraio del 2014 ha ottenuto lo status di “socio fondatore” dell’UMI.
Ha fatto parte della Commissione dell’UMI per l’insegnamento della matematica nelle Facoltà di ingegneria dal 1981 in poi e ne è stato presidente dal 1988 al 1994 e dal 1999 al 2003.
Ha curato inoltre nell’UMI i rapporti internazionali, facendo parte della Commissione Scientifica di due convegni tenutisi in collaborazione, rispettivamente, con la ÖMG (Società Austriaca di Matematica) e la DMV (Società Tedesca di Matematica).
È membro dell’American Mathematical Society e della Società Slovena di Matematica e Fisica.
È stato il coordinatore di numerosi progetti di ricerca locali e, dai primi anni ’80, responsabile locale del progetto 40%, poi PRIN, “Analisi Reale e Teoria della Misura” prima a Trieste e poi presso l’Università della Calabria.
Ha insegnato corsi di Analisi Matematica, Teoria della misura, Spazi di Funzioni, Topologia, Equazioni differenziali ordinarie, Calcolo delle Probabilità e Statistica, Biostatistica, Teoria delle Funzioni e Metodi Matematici per l’Ingegneria a vari livelli: corsi propedeutici, scuola diretta a fini speciali, diploma, corsi di servizio per chimici e biologi, biennio di ingegneria, triennio di ingegneria, corsi del secondo biennio di matematica, corsi postlaurea.
Ha svolto corsi di dottorato presso le Università di Trieste, Padova e l’Università della Calabria.
Ha avuto quattro studenti di dottorato.
Ha fatto parte del collegio dei docenti di numerosi dottorati (Nord-Est, Trieste-Padova, Trieste-Milano, Università della Calabria.).
Ha promosso una tesi di dottorato in cotutela con l’Università di Graz (e l’Università della Calabria.).
A livello postlaurea o di dottorato ha insegnato anche presso altre istituzioni.
Per due anni ha avuto un incarico di insegnamento presso la SISSA (Trieste, 1981 e 1982), per due anni presso l’Istituto Nazionale di Alta Matematica (Roma, 1988 e 1994) e un anno presso la SMI, la Scuola Matematica Interuniversitaria (Perugia, 1987).
È stato professore visitatore presso varie università straniere e italiane.
Ha trascorso un anno e mezzo presso l’università di Erlangen (Germania) negli anni 1982-84 con un contratto semestrale dell’università di Erlangen prima e con un contratto annuale della Deutsche Forschungsgemeinschaft dopo.
È stato per tre mesi presso la UC Davis nel 1991.
Ha insegnato per un quadrimestre nel 1999 presso la Western Washington University.
Ha fatto due visite prolungate all’università di Gainesville, Florida.
È stato per alcune settimane presso l’MSRI (Berkeley, California), a Parigi presso l’università di Marne-la-ValleÈ, più volte presso il Politecnico di Brooklyn a New York, presso la Charles University di Praga e due volte presso l’Istituto Stefan Banach di Varsavia.
Ha visitato tra il 1992 e il 2006 dodici volte per periodi di due o tre settimane la Western Washington University (USA) per ricerca in collaborazione.
È stato per molti anni membro del comitato di redazione del Bolletino dell’Unione Matematica Italiana e fa ancora parte del comitato di redazione dei Rend. Ist. Matem. Univ. Trieste.
È membro corrispondente dell’Accademia Nazionale di Scienze, Lettere ed Arti di Palermo dal 1998.
Ha tenuto più di 50 conferenze di un’ora su invito a vari convegni internazionali e più di 60 colloquia (tra cui a Berkeley, Princeton, MIT, Oxford, Londra, Reading, New York, Seattle, Corvallis, Toronto, Parigi, Praga, Vienna, Salisburgo, Linz, Graz, Alicante, Murcia, Varsavia, Breslavia, Budapest, Seghedino, Miskolc, Erlangen, Monaco (Uni. e Poli.), Würzburg, Mannheim, Münster, Lubiana e nelle maggiori università italiane).
Ha partecipato, su invito, quindici volte a convegni specialistici a Oberwolfach (Germania) per convegni relativi a vari settori: teoria della misura, trasformata di Radon e fondamenti matematici della tomografia, tomografia discreta e geometria convessa.
È stato organizzatore o coorganizzatore di 28 convegni internazionali, tra i quali merita menzionare in particolare cinque convegni sugli “Aspetti Analitici in Convessità” (Cortona, 1995, 1999, 2003, 2007 e 2011).
Importante, all’epoca, anche la serie di otto “Workshop di teoria della misura e analisi reale”, una scuola estiva che ha organizzato con cadenza biennale (Grado 1991, 1992, 1993, 1995, 1997, Gorizia 1999, Grado 2001 e Mondello 2003) che era un appuntamento biennale di supporto allo studio della teoria della misura, molto in voga in quegli anni in Italia.
È stato membro della commissione scientifica dei due convegni internazionali con la società austriaca e, rispettivamente, tedesca, nei quali ha rappresentato l’Unione Matematica italiana.
Da diversi anni si sta dedicando alla divulgazione della matematica.
Ha iniziato anni fa, prendendosi carico, sin dalla sua istituzione, del Progetto Lauree Scientifiche ricoprendo la carica di responsabile (per la matematica) della sezione presso l’Università della Calabria.
Ha pubblicato negli ultimi anni due articoli di carattere didattico sulla rivista “Archimede”.
Un articolo della stessa natura è stato pubblicato in un volume della Springer contenente gli atti di un convegno “Matematica e Cultura” tenutosi a Venezia nel 2002.

## Attività scientifica

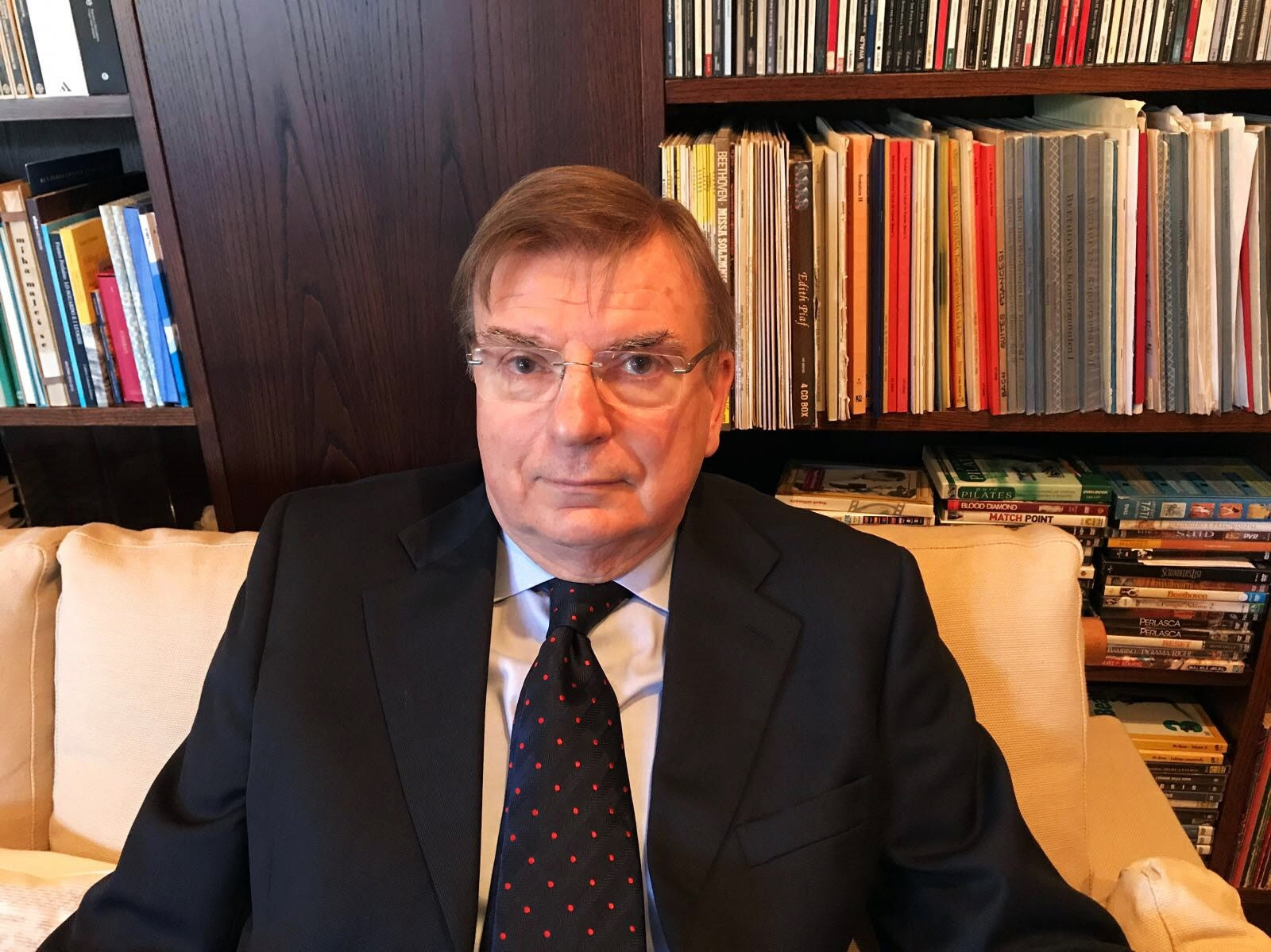
Aljoša Volčič nel 2018 a Cosenza

Ha pubblicato sessanta articoli scientifici su riviste nazionali e internazionali, tra
queste: Calculus of Variations and PDE, Advances in Math., J, Differential Geom., Proc. Amer. Math. Soc., J. London Math. Soc., Advances in Applied Mathematics, Inverse Problems, Discrete and Comput. Geometry, Math. Nachr., Arch. der Math., Mathematika, Acta. Sci. Math., Annali Mat. Pura e Appl., Rend. Acc. Naz. Lincei, Bollettino U.M.I., Rend. Seminario Mat. Padova.
Da segnalare inoltre un capitolo (in collaborazione con D. Candeloro) del libro Handbook of Measure Theory pubblicato da Elsevier nel 2002.
Ha iniziato la sua formazione matematica presso l’università di Trieste avendo come maestri il Prof. Ugo Barbuti (ultimo allievo di Leonida Tonelli e poi collaboratore di Federico Cafiero), e del Prof. Mario Dolcher, finissimo studioso di fondamenti della matematica e miglior topologo italiano della seconda metà del ‘900.
Ha avuto diversi riferimenti scientifici all’estero: (Dietrich Kölzow a Erlangen, Peter Gruber a Vienna, David Fremlin a Essex, Richard Gardner a Bellingham).
La sua ricerca ha seguito strade autonome e piuttosto varie: ha iniziato con studi di teoria della misura, interessandosi (dalla laurea al 1980 circa) di alcune versioni del teorema di Radon-Nikodym, dei lifting, di teoremi di decomposizione e dell’integrale di Daniell.
In quel periodo tali ricerche erano in voga, principalmente a seguito della pubblicazione dell’importante monografia (del 1969) di A. e C. Ionescu Tulcea “Topics in the Theory of Lifting” e della monografia (2).
In particolare, ha risolto tre dei quindici problemi proposti in (2) e si è interessato, con risultati parziali, del più interessante dei quindici problemi, risolto poi nel 1978 da D. Fremlin. I suoi articoli di quel periodo sono citati in tre capitoli di (1).
Si è occupato di qualche problema di topologia (spazi sequenziali e teoremi di punto fisso). Ha voluto trascorrere un anno sabbatico presso l’Università di Erlangen per cambiare settore di ricerca e si è dedicato alla “tomografia geometrica”, cioè alla determinazione di corpi convessi dalle misure delle sezioni e delle proiezioni.
In questo ambito ha affrontato e contribuito alla soluzione di tre importanti problemi: nell’87 quello di Hammer (3), (4) e (5), della ricostruzione di corpi convessi da “radiografie” emesse da sorgenti puntiformi, proposto nel ’61 e rimasto aperto per più di vent’anni, nel 2002 quello del covariogramma (6), proposto dal geofisico MathÈron nel ’75, e nel 2012 quello proposto da Mani nel 1986, che riguarda la convergenza di successioni casuali di simmetrizzazioni di Steiner (7), conseguendo progressi che fanno parte consolidata della letteratura specializzata.
Ai suoi risultati relativi al problema di Hammer è dedicata una cinquantina di pagine nel libro (5) di R.J. Gardner.
Nel libro (4) di Hallard, Falconer e Guy la sua soluzione è descritta come ”The best result in the general case for the point source problem is due to Volčič” (p. 13).
Il risultato sulla questione posta da MathÈron, conseguito nel 2002, ha aperto la strada ad una soluzione completa del problema, ottenuta successivamente da G. Bianchi.
La soluzione del problema di Mani è stata studiata e ripresa dalla letteratura corrente che si è “risvegliata” proprio in questo periodo (con articoli di Lutwak, Klain, Bianchi, Burchard, Gronchi, Yang, Zhang, Coupier, Davydov, Van Schaftingen).
Il problema interessa anche gli analisti che studiano i riarrangiamenti delle funzioni.
Si è dedicato inoltre alla probabilità, con applicazioni alla stereologia, in parte motivato dalle ricerche sulla convessità, dove intervengono spesso la probabilità geometrica e la geometria integrale. Lo stesso problema del covariogramma ha una sua formulazione equivalente nella probabilità.
Ha dato una sistemazione corretta (l’errore è segnalato nel libro di D.E. Knuth, “The Art of Computer Programming”) ad un’idea di Pinkham che spiega la distribuzione non uniforme della prima cifra significativa (distribuzione di Benford) con l’invarianza per scala (9).
Da qualche anno sta lavorando per porre le basi di una teoria delle successioni uniformemente distribuite di partizioni (8). Essa nasce da un’idea di Kakutani del ’76, che ha suscitato un notevole interesse al suo apparire, ma che non ha avuto il seguito che meritava, anche per carenza di tecniche appropriate e metodi quantitativi. Le sue ricerche hanno contribuito a sbloccare la situazione di stallo.
Tale teoria è strettamente imparentata con la teoria delle successioni di punti uniformemente distribuite e che promette di avere applicazioni interessanti nei metodi di quasi-Monte Carlo che hanno avuto un nuovo impulso da problemi di finanza matematica, dove il numero delle dimensioni è molto elevato.
In quest’ambito rientra anche la risoluzione (10) di un problema posto da P. Gruber al convegno a lui dedicato (Vienna 2009) riguardante la distribuzione uniforme sulla sfera.